# リンジー・スターリング
リンジー・スターリング（Lindsey Stirling、1986年9月21日 - ）はアメリカ合衆国のヴァイオリニスト、ダンサー、作曲家。

## 人物
- 1986年9月21日：カリフォルニア州オレンジ郡サンタアナに生まれる。
- 父親の影響で5歳頃からクラシック音楽を聴くようになり12歳からはヴァイオリンの個人レッスンを受け始める。
- 2007年：YouTubeで「lindseystomp」のチャンネルを始める。
- 2010年：アメリカズ・ゴット・タレント（第5シーズン）では準々決勝まで進んだ。
- 2015年：フォーブスの2015年に行った調査によれば、彼女の年収はユーチューバーとしては世界4位となる年収:600万ドル（約7億1400万円）である[1]。

## 演奏
バレエのように踊りながらヴァイオリンを演奏する。ゼルダの伝説やディズニー音楽や初音ミクなどのカバーも演奏する。

## ディスコグラフィー

### アルバム
| 2012                                      | Lindsey Stirling     | - 発売日: 2012年9月18日 - レーベル: BridgeTone - フォーマット: CD, LP, digital download - 全米売上: 47.4万枚       | 23 | 1  | — | 4  | 10 | 5  | - US: ゴールド - AUT: プラチナ - GER: 3× ゴールド - POL: ゴールド - SWI: ゴールド |
| 2014                                      | Shatter Me           | - 発売日: 2014年4月29日 - レーベル: Decca, Universal - フォーマット: CD, LP, digital download - 全米売上: 33.7万枚 | 2  | 3  | 5 | 4  | 12 | 3  | - US: ゴールド - AUT: ゴールド - GER: プラチナ                                    |
| 2016                                      | Brave Enough         | - 発売日: 2016年8月19日 - レーベル: Lindseystomp - フォーマット: CD, LP, digital download - 全米売上: 10.8万枚     | 5  | 5  | 7 | 4  | 22 | 3  |                                                                                   |
| 2017                                      | Warmer in the Winter | - 発売日: 2017年10月20日 - レーベル: Lindseystomp - フォーマット: CD, LP, digital download                         | 32 | 43 | — | 52 | —  | 40 |                                                                                   |
| 2019                                      | Artemis              | |    |    |   |    |    |    |                                                                                   |
| 2022                                      | Snow Waltz           | |    |    |   |    |    |    |                                                                                   |
| 2024                                      | Duality              | |    |    |   |    |    |    |                                                                                   |
| "—"は未発売またはチャート圏外を意味する。 |                      | |    |    |   |    |    |    |                                                                                   |

## 受賞
- 2014年：Billboard Music Awards

## 日本公演
- 2013年　SUMMER SONIC 13
- 2015年 3月7日：東京